# Praematricum flórajárás
A Duna–Tisza közének nagyobbik hányadát magába foglaló Praematricum flórajárás az Eupannonicum flóravidék középső része. A buckás  hátság fő üledéktakarója a meszes homok. Magyarország határán túlterjedve Szerbiába is átnyúlik. Éghajlata erősen kontinentális, főleg a déli részén némi szubmediterrán jelleggel.
Hazánk legfajgazdagabb homokpusztai növényzete a futóhomok változatos felszínformáin fejlődött ki. A laza, meszes homokbuckák gyeptársulásaiban gyakoriak a bennszülött, a mediterrán és a keleti pusztai fajok.

## Jellegzetes élőhelyek és növényfajok

### Laza, meszes homokbuckák gyeptársulásai
- A sívó homok egyéves gyepeire jellemzőek a
  - rozsnokfajok (Bromus spp.) és a
  - vadrozs (Secale sylvestre).

- Az évelő homokpuszta gyepek állományalkotó fajai közül bennszülött fajok: 
  - kései szegfű (Dianthus serotinus)
  - tartós szegfű (Dianthus diutinus),

- szubendemikus fajok:
  - magyar csenkesz (homoki csenkesz, Festuca vaginata)
  - homoki kikerics (Colchicum arenarium).

- Szubmediterrán flóraelem a
  - báránypirosító (Alkanna tinctoria).

- Kontinentális jellegű növények:
  - homokviola (Syrenia cana),
  - homoki ternye (Alyssum toruosum),
  - homoki árvalányhaj (Stipa borystenica).

- További, jellemző fajok:
  - sivatagi csikófark (Ephedra distachya),
  - homoki varjúháj (Sedum urvillei),
  - homoki bakszakáll (Tragopogon floccosus).

### A buckák közti laposok növényei
A talajvíz közelségére utal a rozmaringlevelű fűz (Salix rosmarinifolia).
- A homoki gyepekkel mozaikszerűen váltakoznak a nyáras-borókás pusztai cserjések (Junipero-Populetum) ligetei és a Duna–Tisza közére oly jellemző nőszirmos tölgyesek (Iridi variegatae-Quercetum roboris).

- A legkedvezőbb adottságú felszíneken a szukcesszió záró társulása a salamonpecsétes tölgyes (Polygonato latifolii-Quercetum roboris). Mára eredeti elterjedési területének töredékére szorult össze.

- A homokvidék lefolyástalan mélyedéseiben mocsarak és lápok jöttek létre sok orchideafélével. A lápokban (mint például Izsák mellett, a Kolon-tónál) jellemző a telelősás (Cladium mariscus).